# Holden (cratère martien)
Pour les articles homonymes, voir Holden.
Holden est un cratère d'impact de 153,8 km de diamètre situé sur la planète Mars dans le quadrangle de Margaritifer Sinus, par 26,1° S et 326° E, au sud-ouest du cratère Eberswalde, qu'il recouvre légèrement et auquel il est donc postérieur. Eberswalde a été nommé provisoirement Holden NE en 2003 avant d'être baptisé définitivement par l'UAI en 2006, de sorte que l'appellation Holden NE, qui se trouve dans la littérature des années 2003 à 2006, ne doit pas prêter à confusion avec le cratère Holden.

## Contexte géographique
Située à l'est de Valles Marineris, à l'endroit où ces canyons s'élargissent et forment un coude avant de déboucher dans Chryse Planitia, la région de Margaritifer Terra est l'une des plus intéressantes de Mars du point de vue de l'étude des conditions qui régnaient sur cette planète au début de son histoire, au Noachien, il y a plus de 4 milliards d'années, à une époque où l'eau semble avoir coulé en abondance.
Le cratère Holden se situe ainsi en travers d'une vallée assez large serpentant entre Margaritifer Chaos au nord et Argyre Planitia au sud en passant par Morava Valles et Ladon Valles avant de buter précisément sur la couronne nord-est du cratère Holden et de refluer dans le cratère Eberswalde par le sud. Au-delà de Holden, Uzboi Vallis semble diverger de part et d'autre du cratère Bond pour se déverser dans le cratère Holden vers le nord et, vers le sud, dans Argyre Planitia à travers le cratère Hale et les reliefs de Nereidum Montes.
Tout au nord de la région, Iani Chaos et Hydraspis Chaos alimentent respectivement Ares Vallis et Tiu Valles jusqu'à Chryse Planitia.
Cette topographie très particulière, identifiée dans ses grandes lignes dès le début des années 1970 par Mariner 9, a d'emblée incité la NASA à y déposer des sondes, notamment Viking 1 Lander par 22,46° N et 312,05° E dans l'ouest de Chryse Planitia le 20 juillet 1976, puis Mars Pathfinder par 19,26° N et 326,75° E à l'est de cette même région le 4 juillet 1997, précisément au « confluent » d'Ares Vallis et de Tiu Valles.

## Géologie du cratère
Les parois du cratère Holden sont traversées de ravines en bas desquelles se trouve parfois un cône de déjection, notamment à l'embouchure d'Uzboi Vallis. On y observe un grand nombre de structures liées à un passé lacustre, notamment des roches sédimentaires comblant la plupart des reliefs intérieurs et des mégabrèches formant peut-être les plus vieux terrains sédimentaires encore visibles sur Mars, dont certains blocs ont des dimensions de près de 50 m. L'une des couches sédimentaires a été caractérisée par la sonde Mars Reconnaissance Orbiter comme étant constituée d'argiles, ce qui complète le tableau d'une région à la géologie durablement travaillée par de grandes quantités d'eau liquide.

## Site envisagé pour missions d'exploration à venir

### MissionCuriosity(NASA)
En raison de son histoire lacustre particulière, le cratère Holden figure parmi les quatre sites encore en lice en 2009 pour l'atterrissage du Mars Science Laboratory — alias « mission Curiosity » — prévu en août 2012, cette mission ayant pour objectif de déterminer l'habitabilité passée et présente de Mars, et donc d'identifier d'éventuelles traces de vie passée ; pour cette raison, son site d'implantation doit a priori avoir été le plus propice à la vie et à la préservation de ses traces éventuelles.

### Laboratoire ExoMars (ESA)
Le cratère Holden figure également parmi les sites potentiels actuellement retenus par l'Agence spatiale européenne dans le cadre de sa mission ExoMars, planifiée pour la fin de la décennie.

## Galerie

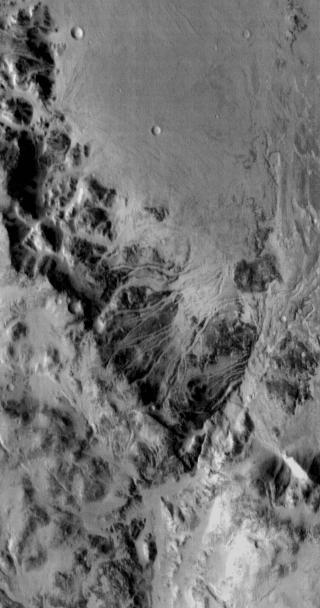
Embouchure d'Uzboi Vallis au sud-ouest du cratère Holden, vue par 2001 Mars Odyssey le 18 juin 2009[10].